# Comisión de Relaciones Anarquistas
La Comisión de Relaciones Anarquistas (CRA, en français Commission de Relations Anarchistes) est une organisation libertaire vénézuélienne. Elle publie le périodique El Libertario depuis 1995.
La CRA est impliquée dans une « lutte tri-polaire », à la fois contre le président « gauchiste » Hugo Chávez et l'opposition de droite appuyée par les États-Unis.
L'organisation fait partie de l'Association Internationale des Travailleurs (AIT), même s'il elle n'est pas un syndicat, sous l'appellation « Amigos de la AIT » (Amis de l'AIT).

## Histoire
En 2004, la CRA a annoncé l'ouverture du centre d'études sociales libertaires à Caracas (Centro de Estudios Sociales Libertarios de Caracas), rendant disponible des milliers de livres et de magazines sur les sciences sociales, le sexe, l'écologie sociale, l'anarchisme, la culture alternative libertaire, la globalisation, et les droits humains.
Au début de 2006, l'organisation prit l'initiative d'organiser un Forum alternatif au Forum social mondial (FSM), et organisa celui-ci avec l'appui d'autres organisations anticapitalistes et  en opposition simultanée à l'idéologie chaviste, le Forum Social Alternatif (Foro Social Alternativo) vit le jour avec une forte orientation libertaire. L'idée d'un forum alternatif avait déjà été soulevée durant les Forums social mondial antérieurs, étant donné la forte présence de partisaneries gauchistes qui a très souvent interféré avec l'esprit autonome, assembléiste et horizontaliste originale du FSM.